# Nieves Concostrina
Nieves Concostrina és una periodista i escriptora nascuda a Madrid l'1 d'agost de l'any 1961.

## Activitat periodística
Després d'estudiar Ciències de la Informació a la Universitat Complutense de Madrid, començà la seva carrera periodística a Diario 16 entre 1982 i 1997, i posteriorment a la televisió, a Antena 3 i Vía Digital, on treballà amb Jesús Hermida, Mercedes Milá i Pepe Navarro.
Ha treballat a la ràdio en diversos programesː ha dirigit l'espai sobre cementiris, epitafis de personatges famosos i tot allò relacionat amb la mort denominat Polvo eres, a Ràdio 5. Va tenir una secció amb una temàtica similar, El acabose, en el programa del cap de setmana «No és un dia cualquiera», a Ràdio 1, i en el programa de Juan Ramón Lucas, «En días como hoy», amb un microespai diari sobre efemèrides de la història. Més recentment al programa «La ventana», de la Cadena Ser, amb la secció Acontece, que no es poco. A RNE ha col·laborat en el programa «La ruta del Quijote».
És redactora en cap de la revista Adiós i també col·labora a la revista Yo Dona. Ha publicat o participat en la publicació de diversos llibres, entre els quals dos de la sèrie Polvo Eres i Menudas historias de la historia; la seva primera novel·la, Antonia, en què combina realitat i ficció; i Menudas Quijostorias, amb anècdotes presentades amb humor, que il·lustren com era l'Espanya de Cervantes.

## Premis i reconeixements
Ha rebut diversos premis, entre els quals el Premi Ondas 2016, el premi Andalucía de Periodismo de la Junta d'Andalusia (2005). Ha rebut els premis Villa de Madrid i el premi Internacional de Relatos de Paradores de España. A l'abril de 2010 va rebre el Premi Internacional Rey de España de Periodismo en Radio, atorgat per unanimitat a un capítol d'una sèrie titulada "Acércate al Quijote". Igualment, en aquest mateix any 2010 li va ser concedit el Micròfon d'Or.